# Кимхи, Алона
Ало́на Ки́мхи (ивр. אלונה קמחי‎; род. 1966 год, Львов, УССР) — израильская актриса и писательница.

## Биография
С 1972 года вместе с семьёй переехала в Израиль. Окончила Театральную академию Бейт-Цви. Работала манекенщицей, журналистом, играла в театре, снималась в кино.
Писательскую карьеру Алона Кимхи начала в 1993 году, до 1996 года опубликовала несколько пьес и ряд статей. За период с 1996 года Кимхи опубликовала сборник рассказов, два романа и одну книгу для детей.
Лауреат премии ACUM за лучший рассказ (1993), премии ACUM «Книга года» за свой первый сборник рассказов «Я, Анастасия» (1996), премии Бернстайна и французской премии WIZO (Международная Женская Сионистская Организация) за автобиографический роман про маленькую девочку-полукровку «Плачущая Сюзанна» (1999), премии премьер-министра Израиля (2001).
Книги Алоны Кимхи переводились на русский, английский, немецкий, французский, итальянский, китайский, польский, турецкий и др.
Алона Кимхи придерживается левых взглядов, негативно относится к политике Государства Израиль в отношениях с палестинцами.

## Личная жизнь
Алона Кимхи — жена певца и композитора Изхара Ашдота, автор слов многих его песен. В 1998 году у них родился сын Илай.

## Скандалы
Алона Кимхи предложила сжечь журналиста Тувию Таненбаума, выпустившего книгу «Тфос эт ха-Иегуди» («Поймай еврея»), который сумел под видом немецкого журналиста проникнуть в антиизраильские организации левого толка и записать антисемитские и антиизраильские высказывания.
Кимхи написала в своём ФБ: «Пришло время сжечь этого Таненбаума на костре. У меня есть несколько друзей в Лоде, которые будут рады выполнить чёрную работу в песках Ришон-ле-Циона».
Алона Кимхи весьма бурно отреагировала на результаты выборов в Кнессет 2015 года постом на своей странице в соцсети Facebook, в адрес победивших «неандертальцев», спасением которых станет только смерть.
«Каждый народ имеет то правительство, которое заслуживает. Да здравствует глупость, злоба и ложное сознание. Напейтесь цианида, е**ные неандертальцы. Вы победили. Только смерть спасет вас от вас самих».
Пост находился на странице в течение часа, после чего был удален. В ответ на обращение сайта Walla Кимхи заявила, что он был сделан в состоянии «сильного душевного волнения».

## Карьера в кино
Актриса:
- Shovrim (1985)
- Abba Ganuv (1987), роль: Galia Reshef
- Himmo Melech Yerushalaim (1987), роль: Hamutal
- Ko’ach Meshiha (1988)
- Rehovot Ha’Etmol (1989), роль: Student
- Abba Ganuv II (1989), роль: Galia Reshef
- Abba Ganuv III (1991), роль: Galia
- Night Terrors (1993), роль: Sabina

Сценарист:
- Haya O Lo Haya (2003), премия Израильской киноакадемии в номинации «Лучший телевизионный фильм».